# Étalle (Belgien)
Étalle ist eine belgische Gemeinde im Arrondissement Virton der Provinz Luxemburg.

## Ortsteile
Zur Gemeinde gehören neben Étalle die Orte Buzenol, Chantemelle (dt.: Schantmill), Sainte-Marie, Vance (dt.: Wanen) und Villers-sur-Semois.

## Sehenswürdigkeiten
Das Museum Montauban-Buzenol liegt auf einem 340 Meter hohen Berg etwa 13 Kilometer nördlich der Stadt Virton inmitten einer vier Hektar großen gallo-römischen Ausgrabungsstätte, die vor allem den Treverern zugeordnet wird. Es sind Reste einer römischen Festungsmauer erhalten. Das Museum zeigt gallo-römische Reliefs sowie einen Nachbau der Gallischen Mähmaschine.

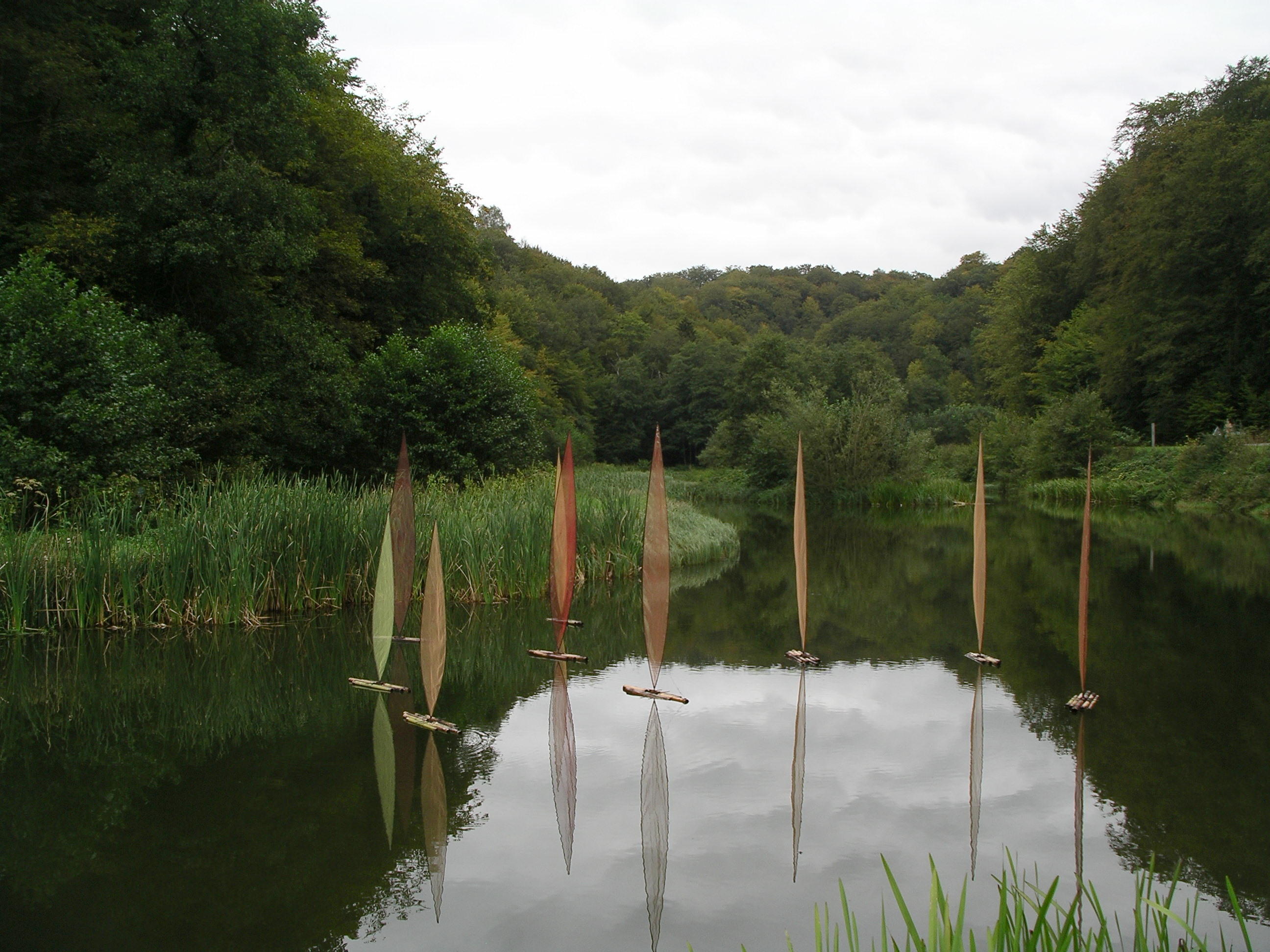
Teich an der Schmiede
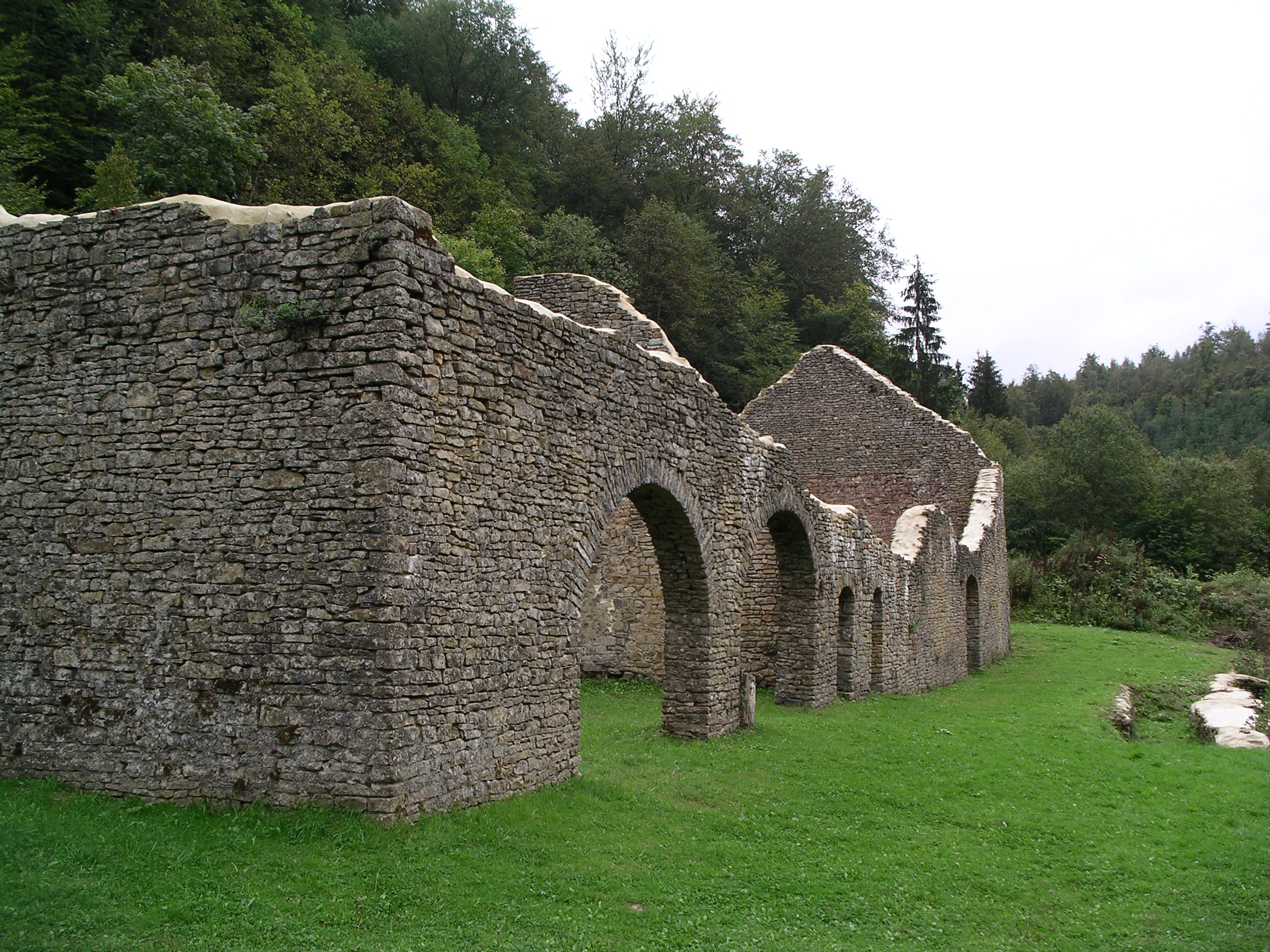
Schmiedewerk bei Montauban-sous-Buzenol
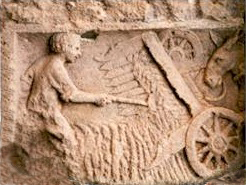
Mähmaschine der Treverer